# Польський педагогічний інститут у Києві
Польський педагогічний інститут у Києві — вищий педагогічний навчальний заклад з підготовки вчителів для польських шкіл в Україні. Існував у 1929—1935 роках.
Педагогічний інститут відкрили в січні 1932 року. Рішення про це було ухвалене в листопаді 1931 року. У листі директора інституту щодо відкриття зазначалось про перехід студентів другого курсу на третій у січні 1932 року. Дана обставина вказує на те, що підготовка студентів проводилася з 1929 року, тобто до відкриття інституту.
Навчальний заклад постав на базі Польського інституту соціального виховання (скорочено — Польський інститут соцвиху або Польський соцвих), який розгорнув свою діяльність у січні 1931 року. Розташовувався разом з Польським педагогічним технікумом ім. Фелікса Кона та середньою (польською) школою № 11 по Рильському провулку № 10.

## Передумови створення інституту
У 1920-х роках польська спільнота за чисельністю була третьою в УСРР і проживала в усіх округах. Наявні на той час польські школи не задовольняли потребу спільноти. Це було пов'язано з недостатньою кількістю педагогів для польських шкіл. Цю потребу не могли забезпечити наявні два польські педагогічні технікуми.

## Структура інституту
Утворений інститут активно співпрацював з Інститутом польської культури при ВУАН. Інші польські навчальні заклади мали дефіцит спеціалістів, тому на практиці ППІ став осередком не тільки вищої польської освіти, але і польської наукової діяльності в Україні.
Польський соцвих на момент заснування у 1931 році включав три факультети, які мали 7 відділів: шкільний факультет (історико-економічний, літературно-мовознавчий, агробіологічний та техніко-математичний відділи), факультеті дитячого комуністичного руху та позашкільної освіти з двома відділами та факультет заводської освіти. При ньому було 5 робфаків. У національному складі студентів у 1932—1933 н.р. переважали поляки — 92,1 % від загального складу, українці — 2,5 %, євреї — 1,9 %, та інші

### Керівництво інституту
Першим директором інституту став Сохацький (Чешейко) Стефан Вацлавович (1891—1934), який керував його заснуванням. На цій посаді перебував до березня 1933 року. Через ряд об'єктивних та суб'єктивних обставин він зумів на належному рівні розвинути діяльність інституту. Навчальний план був не виконаний, комплектування професорсько-викладацького та студентського складу невдале, були фінансові порушення. Його замінив Юрій Дмитрович Бодняк (справжнє прізвище та ім'я — Грабський Антін Юліанович). Він очолював інститут до 10 вересня 1934 року.
Бодняк, який прийняв інститут, назвав його «кораблем, що потопає». Для покращення справ потрібні були надзвичайні зусилля. До того ж у процесі «чистки», яка збіглася з його призначення, утворився дефіцит викладачів, не вистачала навіть викладачів, які могли проводити заняття польською мовою. Бодняку вдалося збільшити кількість студентів з 409 (осінь 1933) до 720 (осінь 1934), набрати аспірантів, поліпшити матеріальну базу. Але це не було оцінено, його звільнили за шкідницьку роботу. У вину йому ставилося набір антирадянських елементів, засмічення студентства чужими, класово ворожими елементами та інше. Його виключили з партії та зняли з посади директора. Його наступником став Валентин Радін-Уцеховський, якому також не вдалося поліпшити справи в інституті.

## Політичні репресії в інституті
Після призначення Бодняка директором інститутом була проведена комплексна («політична» й академічна) «чистка», внаслідок якої було звільнено 39 викладачів з 67 наявних у штаті (58 %), 5 аспірантів, 40 студентів. Новий етап репресій розпочався влітку 1933 року, коли співробітники ГПУ УСРР заарештували ряд осіб з професорсько-викладацького складу ППІ. Частина викладачів та студентів самі залишили навчальний заклад. Усе це порушило нормальну роботу інституту. На початок нового навчального року залишилося 160 осіб, замість 278, що були навесні.
Чергова хвиля арештів накрила інститут наприкінці 1933 — початку 1934 років, коли ГПУ УССР до сфабрикованої нею справи «Польської Організації Військової» (ПОВ) почав вписувати ППІ. З інституту було звільнено 14 співробітників за «політичною й фаховою невідповідністю». Бодняк після звільнення був заарештований у листопаді 1934 року. У липні 1935 року його засудили на три роки й заслали до Красноярського краю.
Чимало співробітників інституту було заарештовано наступного року. Серед них був і Михайло Драй-Хмара, який був заарештований 5 вересня 1935 року перед самою ліквідацією інституту.

## Ліквідація інституту
У постанові «Про будівництво Польського педагогічного інституту в м. Києві», яку Раднарком УССР ухвалив у квітні 1935 року, до осені цього року передбачалося спорудити гуртожиток та навчальний корпус. Проте вже із середини червня фінансування будівництва фактично було припинено. Хоча 4 липня 1935 року була прийнята постанова ЦК КП(б)У «Про устаткування новозбудованого учбового приміщення для польського педагогічного інституту в Києві», доля інституту вже була вирішена. 29 вересня 1936 року постановою політбюро ЦК КП(б)У «Про Польський педагогічний інститут» було визначено недоцільним існування інституту, що мав налічувати 700 студентів. Замість нього було створене відділення при Київському педінституті на 100 осіб.
Ліквідація інституту була насамперед пов'язана з тим, що 1934—1935 років кількість польських шкіл різко зменшилася. Це відбулося внаслідок зміни ставлення до національних спільнот та широких репресій щодо них.
При ліквідації процес «чисток», що відбувався у попередні роки продовжувався. З 512 студентів 84 не дозволили навчатися в інших закладах, частину з яких заарештували. 102 студенти продовжили навчання на польському відділенні Київського педінституту, 180 — в інших вишах. 27 студентів перейшли на практичну роботу. З поріділого викладацького складу, що нараховував 45 осіб, 19 були звинувачені в контрреволюційній діяльності, решту перевели до інших закладів.